# La filosofía de la libertad
La filosofía de libertad 1894 es un libro que constituye el trabajo filosófico y fundamental de Rudolf Steiner.

Es obvio que no puede ser libre una persona que no sabe por qué actúa ni como... pero ¿qué diremos de los actos cuya motivación conoce?

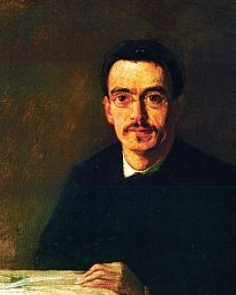
Retrato del filósofo y escritor Rudolf Steiner de 1892

Con este planteamiento, Rudolf Steiner subordina la cuestión del libre albedrío a un problema cognitivo previo a la acción. El libro se estructura en dos partes: La ciencia de la libertad y La realidad de la libertad. En la primera, Steiner expone su epistemología y en la segunda analiza las distintas motivaciones que llevan a una acción, concluyendo que el hombre no es de primeras ni un ser libre ni un ser contingente sino que está en todo momento en camino hacia la libertad y en la posibilidad de ella.

## Contexto histórico de la obra
La época de finales del siglo XIX y principios del siglo XX viene marcada por el auge de las ciencias naturales y el declive coyuntural de la filosofía. El éxito de las distintas ciencias y de las matemática se tradujo en una desorientación filosófica por falta de un objeto y un método propios. Los científicos de la época, al tropezar con los problemas que les planteó el estudio de la naturaleza se vieron obligados a reflexionar sobre su actividad, sustituyendo a los filósofos en ese quehacer. Tampoco tenía la filosofía un método propio ya que desde el siglo XVII se había tomado como modelo ideal el del conocimiento matemático.
En 1894, antes de que se produjesen la rebelión fenomenológica de Husserl y la vitalista de Ortega, fue publicada La filosofía de la libertad. En este sentido fue una obra prematura, nacida a contrapelo de su tiempo.

## La ciencia de la libertad
Rudolf Steiner parte en su epistemología (véase su Teoría del Conocimiento implícita en la concepción goetheana del mundo) del estudio introspectivo de la observación y el pensamiento como facultades humanas.

La primera observación que hacemos sobre el pensamiento es que es el elemento inobservado de nuestra vida

Quiere decir que en nuestra vida cotidiana encontramos los pensamientos como algo hecho y terminado porque mientras miramos, sólo somos conscientes del objeto que miramos y no de la actividad que el pensamiento realiza al mirar. Mirar el pensamiento mientras miramos el mundo es el punto de partida de la filosofía de Rudolf Steiner. A partir de ahí describe el pensamiento como una actividad espiritual basada en sí misma.

## La realidad de la libertad
Se centra en el problema del libre albedrío. Steiner divide inicialmente esto en los dos aspectos de la libertad del pensamiento y de la libertad de la Acción. El discute que la libertad interna esta alcanzada cuando tendemos un puente sobre el boquete entre nuestras impresiones sensoriales, que reflejan el aspecto externo del mundo, y nuestros pensamientos, que nos dan el acceso a la naturaleza interna del mundo. La libertad externa es lograda absorbiendo nuestros hechos con la imaginación moral. Steiner apunta demostrar que estos dos aspectos de la libertad interna y externa son integrales el uno al otro, y que la libertad verdadera será alcanzada solamente cuando se unan.

### Obra filosófica de Rudolf Steiner en castellano
- Teoría del conocimiento implícita en la concepción goetheana del mundo (1886)

Versión de:
Miguel López Manresa, Ed. Rudolf Steiner, Madrid y Antroposófica Argentina, Buenos Aires
Francisco Schneider, Epidauro Editora. Buenos Aires
- Verdad y Ciencia (1892). Ed. Rudolf Steiner, Madrid
- La filosofía de la libertad (1894)

Existen estas versiones en castellano:
José Llinás, publicada por la Ed. Antroposófica Argentina, Buenos Aires
Blanca Sánchez de Muniain, publicada por Ed. Rudolf Steiner, Madrid
Miguel López Manresa, publicada por Cuadernos Pau de Damasc, Chile
Francesc Fígols, publicada por Editorial Pau de Damasc (2011), Barcelona
Francisco Schneider, publicada por Epidauro Editora, Buenos Aires
Antonio Aretxabala, versión completa de la traducción desde la página oficial Steiner Archive eLib.
- Friedrich Nietzsche, un luchador contra su época (1895). Ed. Rudolf Steiner, Madrid
- Goethe y su visión del mundo (1897). Ed. Rudolf Steiner, Madrid
- Ensayos de ética (1887-1901). Ed. Rudolf Steiner, Madrid
- Ciencia espiritual y teoría del conocimiento (1903). Ed. Pau de Damasc, Barcelona
- Filosofía y antroposofía (1908). Ed. Pau de Damasc, Barcelona
- Los enigmas de la Filosofía (1914). Ed. Rudolf Steiner, Madrid
- La filosofía de Tomás de Aquino (1920). Ed. Pau de Damasc, Barcelona
- El conocimiento del estado entre la muerte y el nuevo nacimiento. Ed. Pau de Damasc, Barcelona
- El mundo de los conceptos y su relación con la realidad. Ed. Pau de Damasc, Barcelona
- El conocimiento del alma. Ed. Pau de Damasc, Barcelona
- El mundo de los sentidos y el mundo del espíritu. Ed. Pau de Damasc, Barcelona

- Datos: Q471454